# Eduard Hildebrandt
Pour les articles homonymes, voir Hildebrandt.
Eduard Hildebrandt, né le 9 septembre 1818 à Dantzig et mort le 25 octobre 1868 à Berlin, est un peintre paysagiste allemand.

## Biographie
Il est l'apprenti de son père, peintre en bâtiment à Danzig. Il n'a pas vingt ans lorsqu'il s'installe à Berlin, où il est pris en main par Wilhelm Krause, un peintre de marines. Plusieurs œuvres de jeunesse exposées après sa mort - un brise-lames, daté de 1838, des bateaux dans la brise au large de Swinemünde (1840) et d'autres toiles de cette année et de l'année suivante - montrent qu'Eduard Hildebrandt est un étudiant attentif de la nature, avec des talents innés freinés par les conventions de l'école formelle à laquelle Wilhelm Krause fait partie.

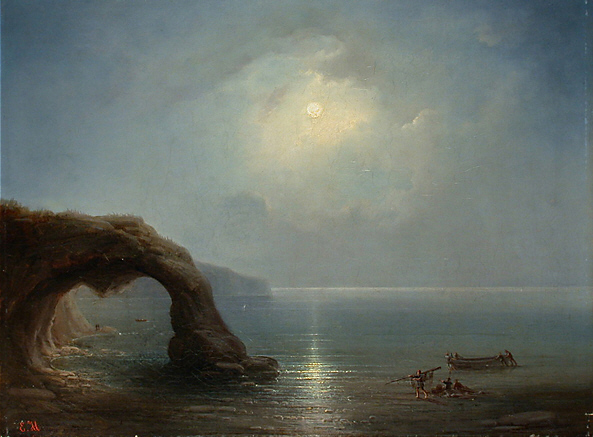
Capri

Le hasard lui fait connaître les chefs-d'œuvre de l'art français exposés à l'Académie de Berlin, ce qui éveille sa curiosité et son envie. Il se rend à Paris, où, vers 1842, il entre dans l'atelier d'Isabey et devient le compagnon de Lepoittevin. En peu de temps, il envoie chez lui des tableaux qui auraient pu être pris pour des copies de ces artistes. Peu à peu, il maîtrise les mystères de la touche et les secrets de l'effet dans lesquels les français de cette époque excellent.
Il acquiert également l'habileté nécessaire pour peindre des figures, et retourne en Allemagne, habile dans le rendu de plusieurs types de formes de paysages. Ses tableaux de la vie de la rue en France, réalisés vers 1843, tout en portant l'empreinte de l'école de Paris, révèlent un esprit avide de nouveauté, prompt à saisir, et tout aussi prompt à rendre, les changements momentanés de ton et d'atmosphère.

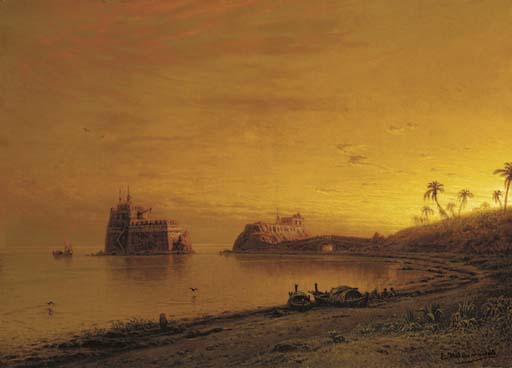
Loo Rock et Ponthina, Madère

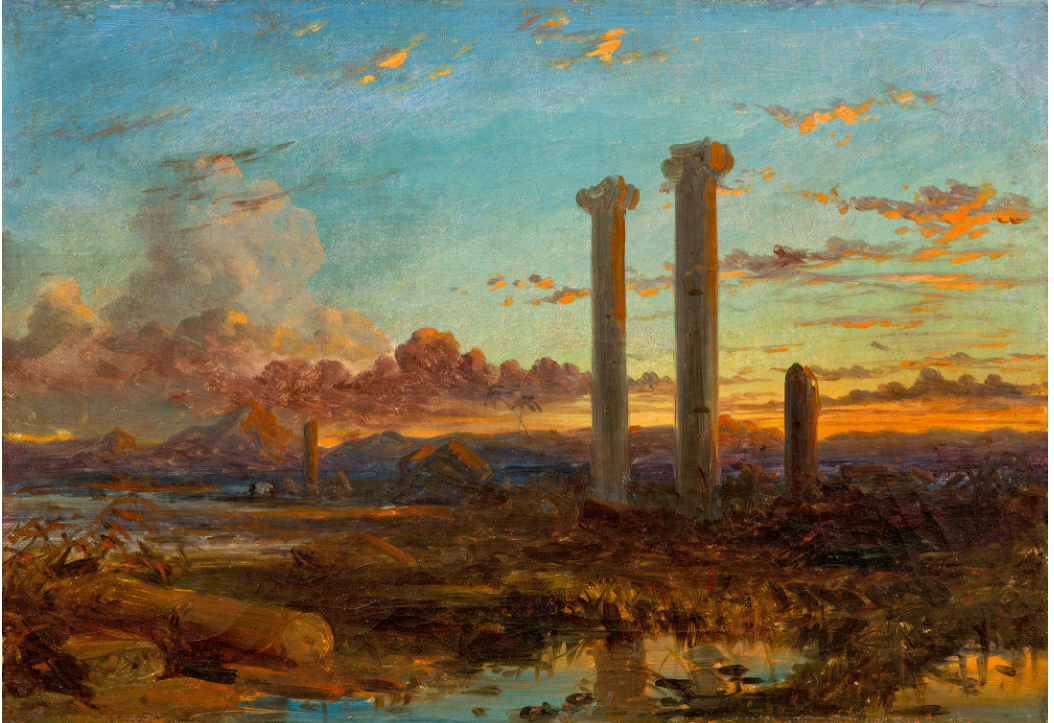
Vue des ruines du temple d’Artémis à Sardes (Turquie), vers 1851.

Après 1843, Eduard Hildebrandt, sous l'influence de Humboldt, prolonge ses voyages, et en 1864-1865, il fait le tour du monde. Alors que son expérience s'élargit, sa capacité de concentration s'affaiblit. Il perd le goût du détail dans la recherche de l'ampleur scénique, et une facilité fatale de la main diminue la valeur de ses œuvres pour tous ceux qui recherchent la composition et l'harmonie des teintes comme concomitants nécessaires du ton et du toucher.
Progressivement, il produit moins à l'huile et plus à l'aquarelle qu'au début, et sa renommée doit reposer sur les croquis qu'il a réalisés sous cette dernière forme, dont beaucoup sont représentés par chromolithographie. Des fantaisies en rouge, jaune et opale, des couchers, des levers de soleil et des clairs de lune, des distances de centaines de kilomètres comme celles des Andes et de l'Himalaya, ruelles étroites des bazars du Caire ou de Suez, panoramas vus depuis les têtes de mâts, grandes villes comme Bombay ou Pékin, d'étroites bandes de désert avec des étendues incommensurables de ciel, affichent toutes ses qualités de bravoure. Eduard Hildebrandt meurt  le 25 octobre 1868 à Berlin.